# Michael Treschow

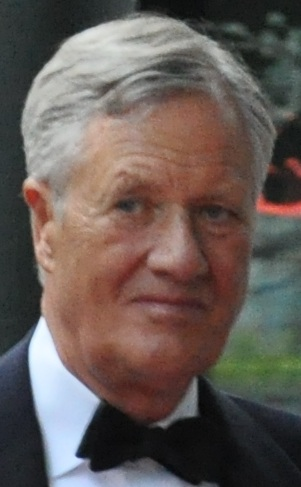
Michael Treschow

Niels Michael Aage Treschow (* 22. April 1943 in Helsingborg) ist ein schwedischer Manager. Er war Vorstandsvorsitzender bei Atlas Copco und Electrolux sowie Vorsitzender der Aufsichtsräte von Ericsson und Unilever.

## Leben und Karriere
Treschow studierte Ingenieurwissenschaften an der Universität Lund. Er begann seine Karriere bei Atlas Copco und wurde dort 1991 CEO.
Von 1997 bis 2002 war er Präsident und CEO von Electrolux, anschließend wechselte er zu Ericsson, wo er von 2002 bis 2011 Vorsitzender des Aufsichtsrats war.
2007 wurde Treschow Nachfolger von Antony Burgmans und zum ersten unabhängigen Aufsichtsratsvorsitzenden (Non-Executive Chairman) von Unilever ernannt – ein Amt, das er bis 2016 bekleidete.
Daneben war er von 2004 bis 2007 Vorsitzender der Konföderation der schwedischen Unternehmen und Mitglied der Aufsichtsgremien u. a. bei ABB sowie der Knut und Alice Wallenberg Stiftung.

## Ehrungen
Treschow ist Mitglied der königlich-schwedischen Ingenieurakademie und Träger des französischen Ordens Ritter der Ehrenlegion.